# Ernest Lamb (1er baron Rochester)
Ernest Henry Lamb (4 septembre 1876-13 janvier 1955) est un homme politique britannique libéral puis travailliste qui est payeur général de 1931 à 1935 dans le gouvernement national de Ramsay MacDonald.

## Biographie
Fils aîné de Benjamin Lamb du Yorkshire, Ernest fait ses études au Dulwich College et au Wycliffe College avant de suivre une formation d'ingénieur électricien. Il se spécialise dans les nouvelles technologies de la téléphonie, voyageant beaucoup en Europe. Il retourne en Angleterre et forme la New System Private Telephone Company, et est également président de l'entreprise familiale d'entrepreneurs en transport, Lamb Sons and Company.
Il entre dans la vie publique lorsqu'il est élu au conseil commun de la Cité de Londres, devenant plus tard échevin adjoint et lord-lieutenant de la Cité. Il est ensuite membre de la Port of London Authority et président du Chatham and District Water Board.
Il se tourne vers la politique nationale et est élu au parlement pour la circonscription de Rochester en 1906 en tant que libéral. Il perd son siège aux élections générales de janvier 1910, mais le regagne aux élections générales de décembre 1910. Il continue à occuper ce siège jusqu'à ce que la circonscription soit abolie en 1918.
Lamb est nommé compagnon de l'ordre de Saint-Michel et Saint-Georges (CMG) en 1907, et est fait chevalier en 1914.
Lamb rejoint le Parti travailliste en 1929. Le 23 janvier 1931, il est élevé à la pairie comme baron Rochester, de Rochester dans le comté de Kent. Il est un partisan de Ramsay MacDonald après que ce dernier ait formé le gouvernement national en août 1931 et son expulsion ultérieure du Parti travailliste, et devient membre de l'Organisation travailliste nationale, fondée la même année par des partisans de MacDonald. En novembre 1931, MacDonald le nomme Paymaster-General au sein du gouvernement national. Il continue à occuper ce poste jusqu'en 1935 et, pendant la même période, représente le ministère du Travail à la Chambre des lords.
Après 1935, il ne participe guère plus à la politique, se consacrant à des activités religieuses et philanthropiques. Méthodiste, Rochester est prédicateur laïc pendant de longues années. En 1941, il est élu vice-président de la Conférence méthodiste. Il siège pendant de nombreuses années au conseil d'administration du National Children's Home and Orphanage, est secrétaire du Wesleyan Temperance and Social Welfare Department et vice-président de la British and Foreign Bible Society .
Il épouse Rosa Dorothea Hurst, fille de William John Hurst de Drumaness, comté de Down, en 1913, et ils ont six enfants . Il meurt chez lui à Croydon, Surrey, en janvier 1955, à l'âge de 78 ans, et est remplacé dans la baronnie par son fils aîné Foster Charles Lowry Lamb.